# جيم سكوت (لاعب كرة قاعدة أمريكي)
جيم سكوت (بالإنجليزية: Jim Scott)‏ هو لاعب كرة قاعدة أمريكي، ولد في 23 أبريل 1888 في ديدوود في الولايات المتحدة، وتوفي في 7 أبريل 1957 في Jacumba Hot Springs, California ‏ في الولايات المتحدة.

## وصلات خارجية
- جيم سكوت (لاعب كرة قاعدة أمريكي) على موقع دوري كرة القاعدة الرئيسي (الإنجليزية)
- جيم سكوت (لاعب كرة قاعدة أمريكي) على موقعبيزبول رفرنس.كوم (الدوري الرئيسي) (الإنجليزية)
- جيم سكوت (لاعب كرة قاعدة أمريكي) على موقعبيزبول رفرنس.كوم (الدوري الثانوي) (الإنجليزية)
- جيم سكوت (لاعب كرة قاعدة أمريكي) على موقع جمعية أبحاث البيسبول الأمريكية (الإنجليزية)